# Katie Douglas
Kathryn Elizabeth Douglas, detta Katie (Indianapolis, 7 maggio 1979), è un'ex cestista statunitense con cittadinanza greca, professionista nella WNBA.

## Carriera
È stata selezionata dalle Orlando Miracle al primo giro del Draft WNBA 2001 (10ª scelta assoluta).
Con gli Stati Uniti ha disputato le Universiadi di Palma di Maiorca 1999.

## Palmarès
- Campionessa NCAA (1999)
- Campionessa WNBA (2012)
- All-WNBA First Team (2006)
- 3 volte All-WNBA Second Team (2007, 2009, 2010)
- 3 volte WNBA All-Defensive First Team (2005, 2006, 2007)
- 2 volte WNBA All-Defensive Second Team (2010, 2011)